# Ayr
Ayr (gael. Inbhir Àir) – miasto w południowo-zachodniej Szkocji (Wielka Brytania), w jednostce administracyjnej (council area) South Ayrshire, położone nad ujściem rzeki Ayr do zatoki Firth of Clyde. Historyczna stolica hrabstwa Ayrshire.

## Dane ogólne

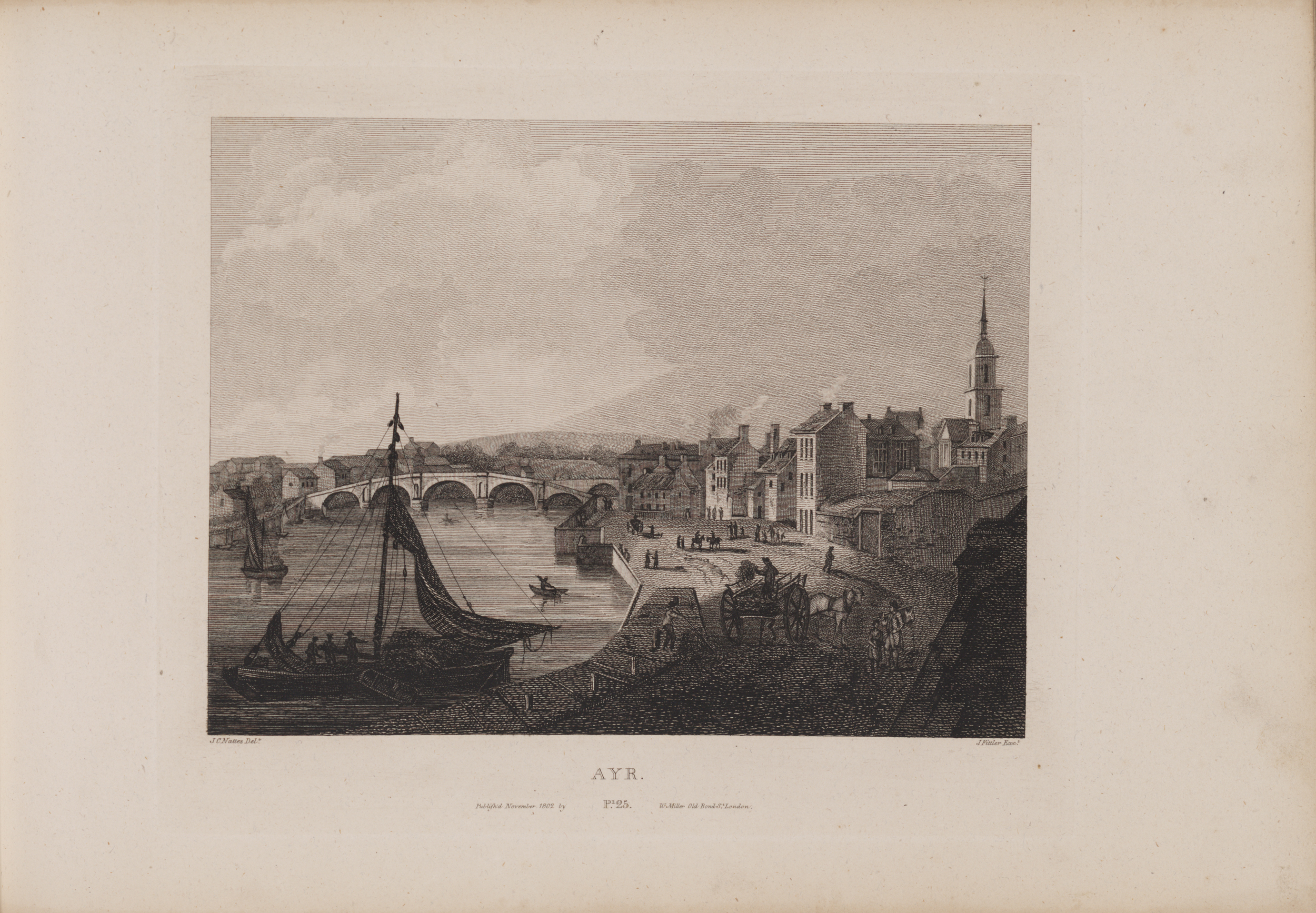
Akfafort miejscowości wykonany w 1804

Miejscowość została założona 26 kwietnia 1315 roku przez króla Szkocji Roberta I Bruce'a. Miasto jest portem morskim. Popularna miejscowość wypoczynkowa oraz ośrodek rybołówstwa. Węzeł drogowy.

## Gospodarka
W mieście rozwinął się przemysł spożywczy, maszynowy, metalowy oraz włókienniczy.

## Zabytki
- kościół św. Jana z XII wieku
- Stary Most z XV wieku
- Nowy Most z XVIII wieku
- ruiny zamku Oliviera Cromwella[2]

## Muzea
- muzeum poety Roberta Burnsa[2]

## Miasta partnerskie
- Saint-Germain-en-Laye